# Jeremiasz (Kaligiorgis)
Jeremiasz (gr. Ἱερεμίας), imię świeckie Paraschos Kaligiorgis (ur. 17 stycznia 1935 w Kos, zm. 20 czerwca 2025 tamże) – grecki duchowny prawosławny, biskup w jurysdykcji Patriarchatu Konstantynopolitańskiego, w latach 2018–2025 metropolita Ankary.

## Życiorys
Święcenia prezbiteratu przyjął w 1964. 31 stycznia 1971 otrzymał chirotonię biskupią. W latach 1988–2003 był metropolitą Francji. W latach 2003–2018 był metropolitą Szwajcarii.